# アエロ・トラスポルティ・イタリアーニ

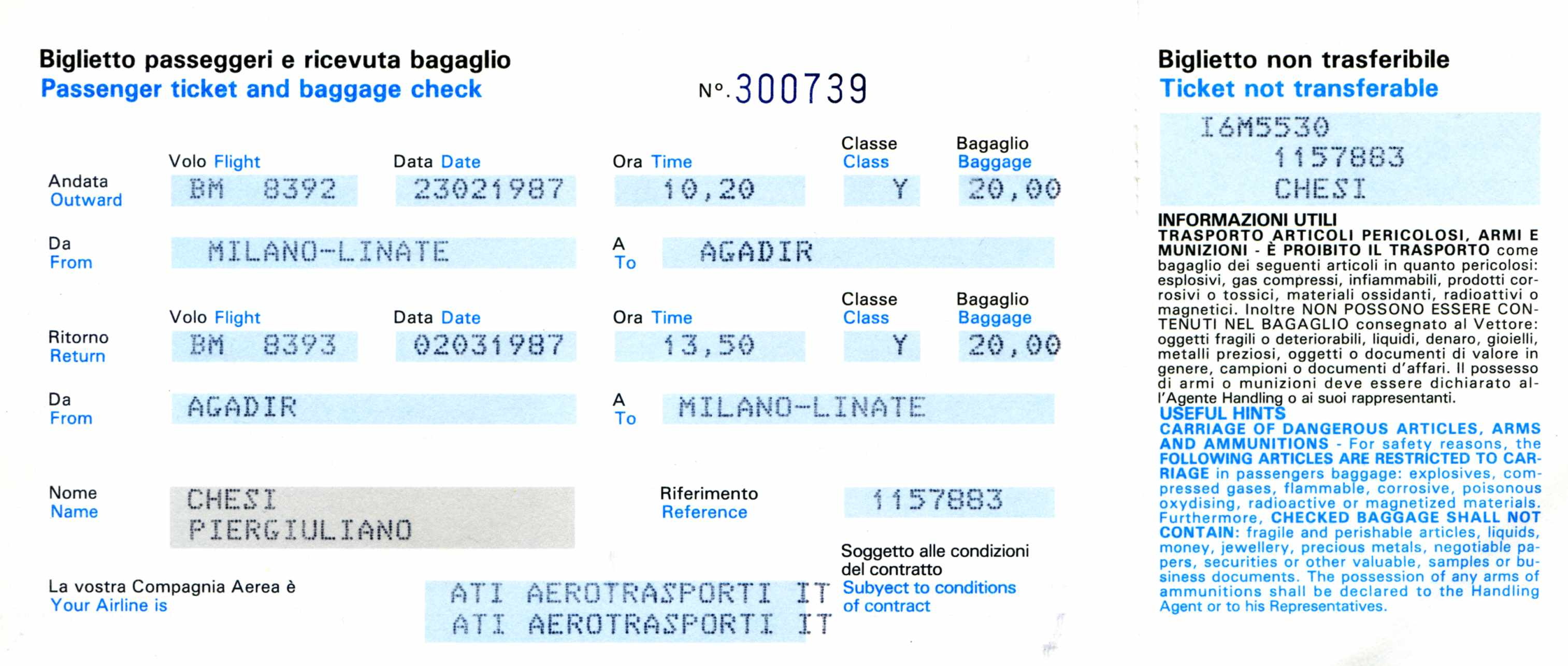
ATIの航空券

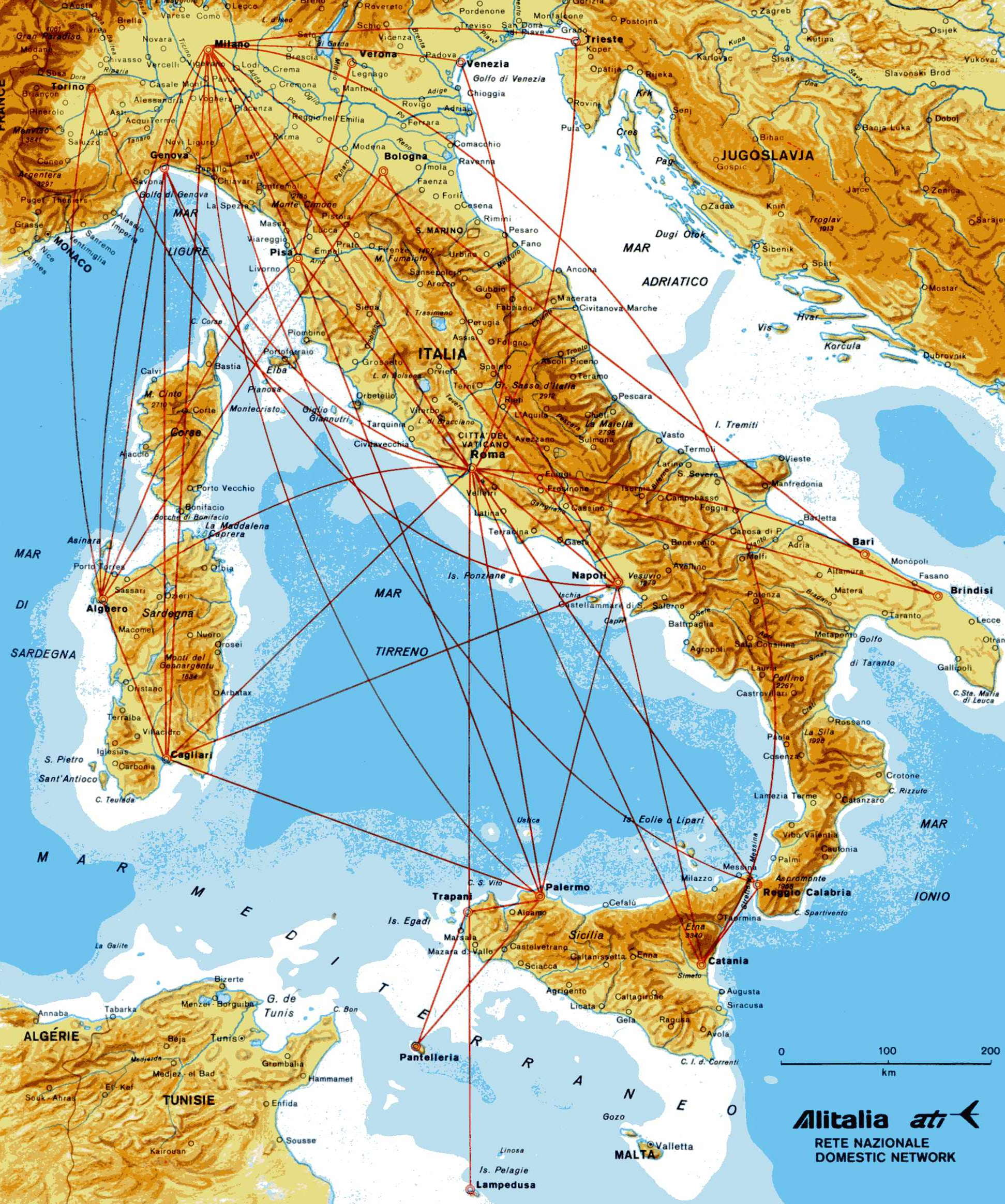
アリタリア航空とATIの就航路線

アエロ・トラスポルティ・イタリアーニ (イタリア語: Aero Trasporti Italiani、略称ATI) は、イタリアのナポリに本社を置いていたイタリアの航空会社。

## 歴史
1963年12月に、アリタリア航空の子会社、SAMが運航する一部の国内路線を運航するアリタリア航空の子会社として発足した。
運航は1964年6月に開始し、1994年11月にアリタリア航空に合併され、運航を終了した。

## 保有機材
| 機材                       | 保有数 | 運用期間        | 備考                         |
| -------------------------- | ------ | --------------- | ---------------------------- |
| フォッカー F27             | 14+1   | 1964年 - 1987年 | フォッカーから1機リース      |
| マクドネル・ダグラス DC-9  | 14+13  | 1969年 - 1993年 | アリタリア航空から13機リース |
| マクドネル・ダグラス MD-82 | 38+1   | 1985年 - 1994年 | アリタリア航空から1機リース  |
| ATR42-300                  | 10     | 1986年 - 1990年 |                              |

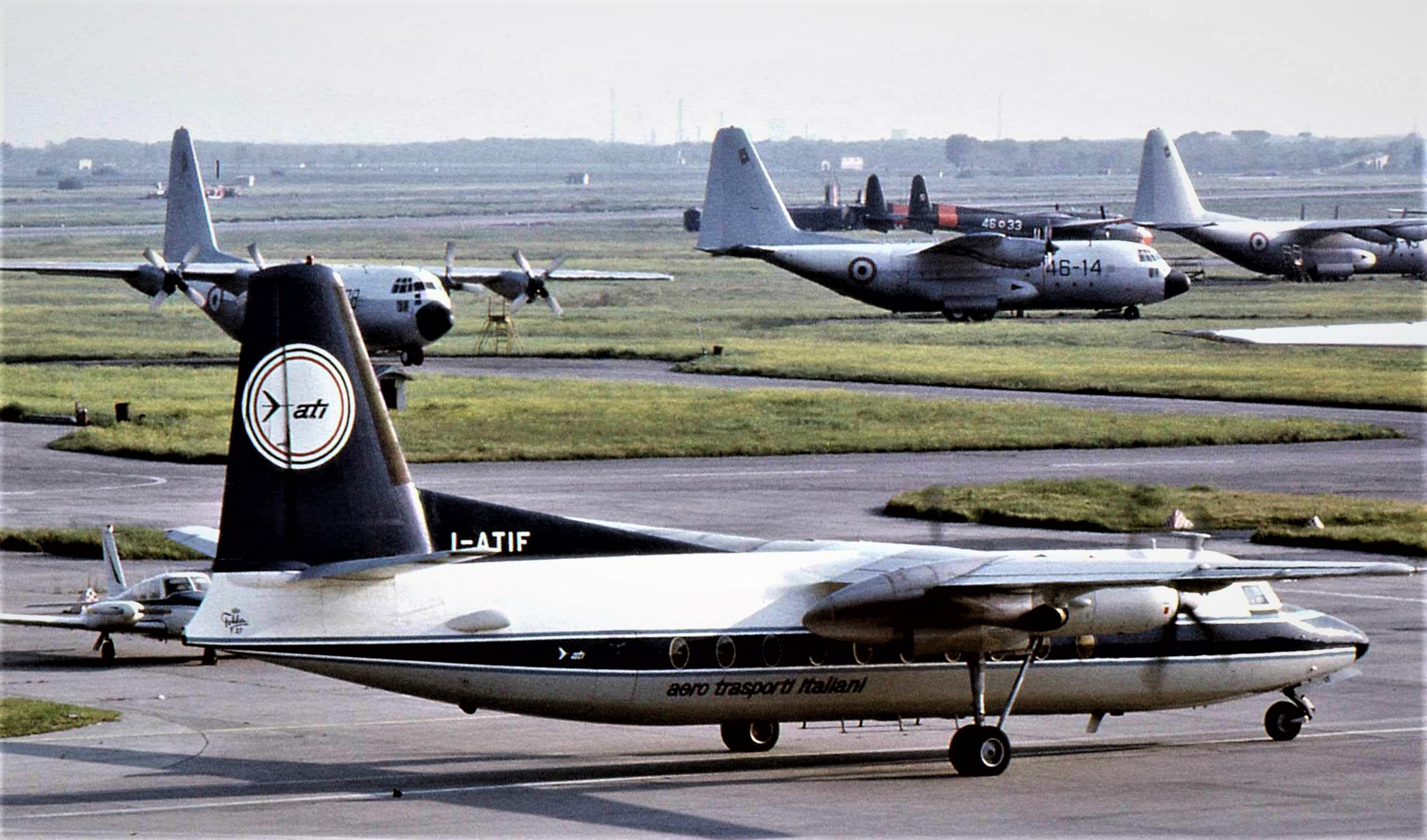
フォッカーF27
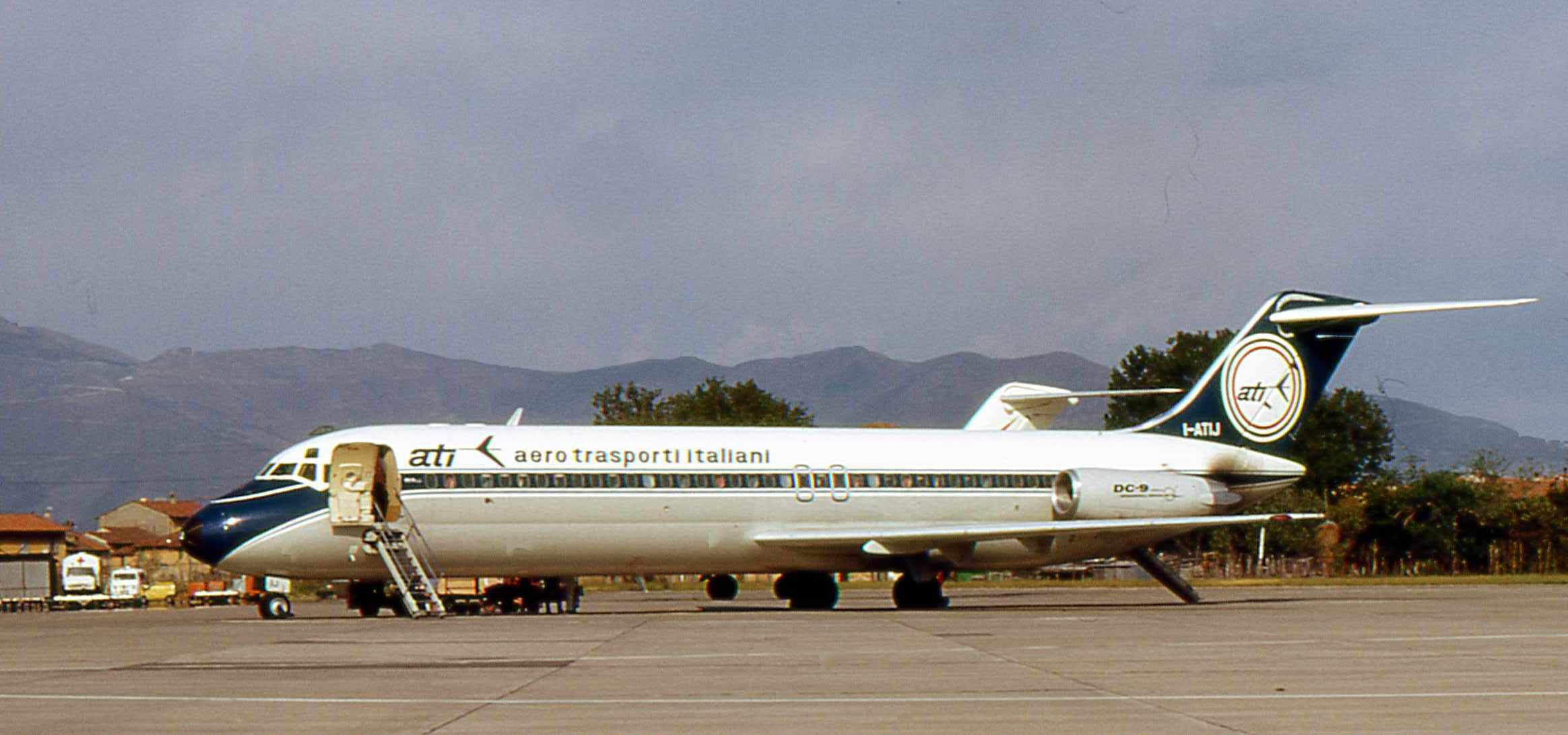
マクドネル・ダグラス DC-9（初期塗装）
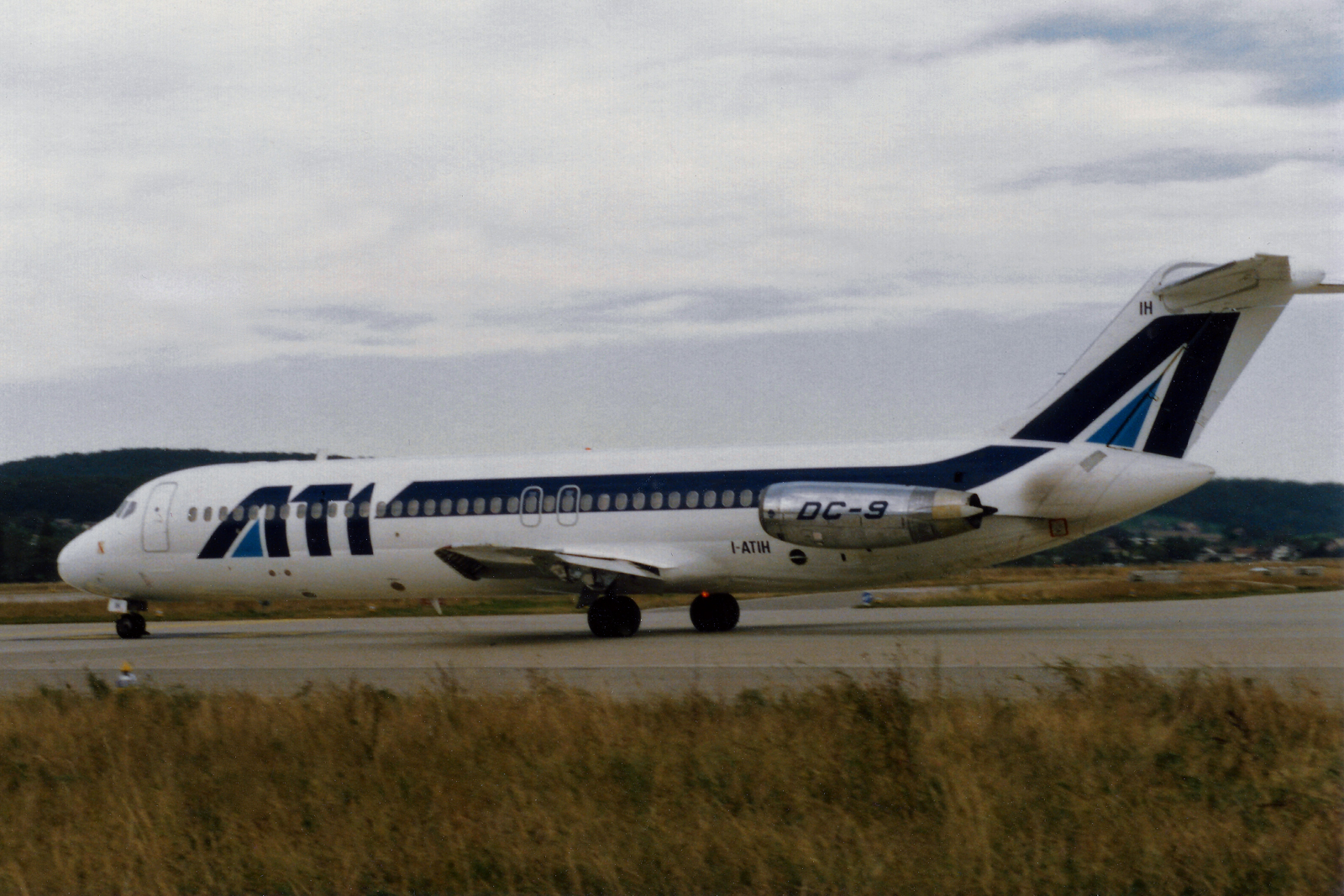
マクドネル・ダグラス DC-9
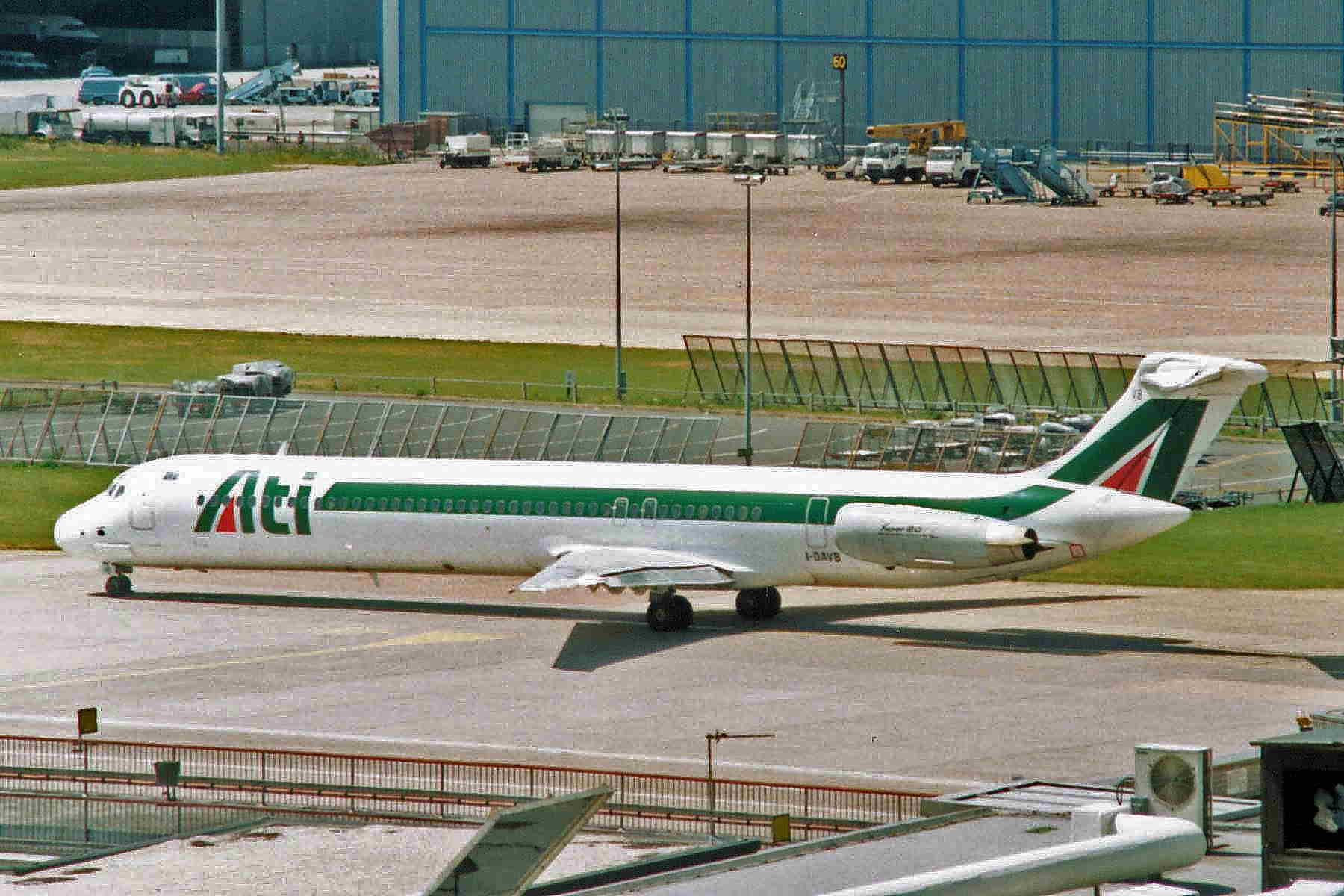
マクドネル・ダグラスMD-82
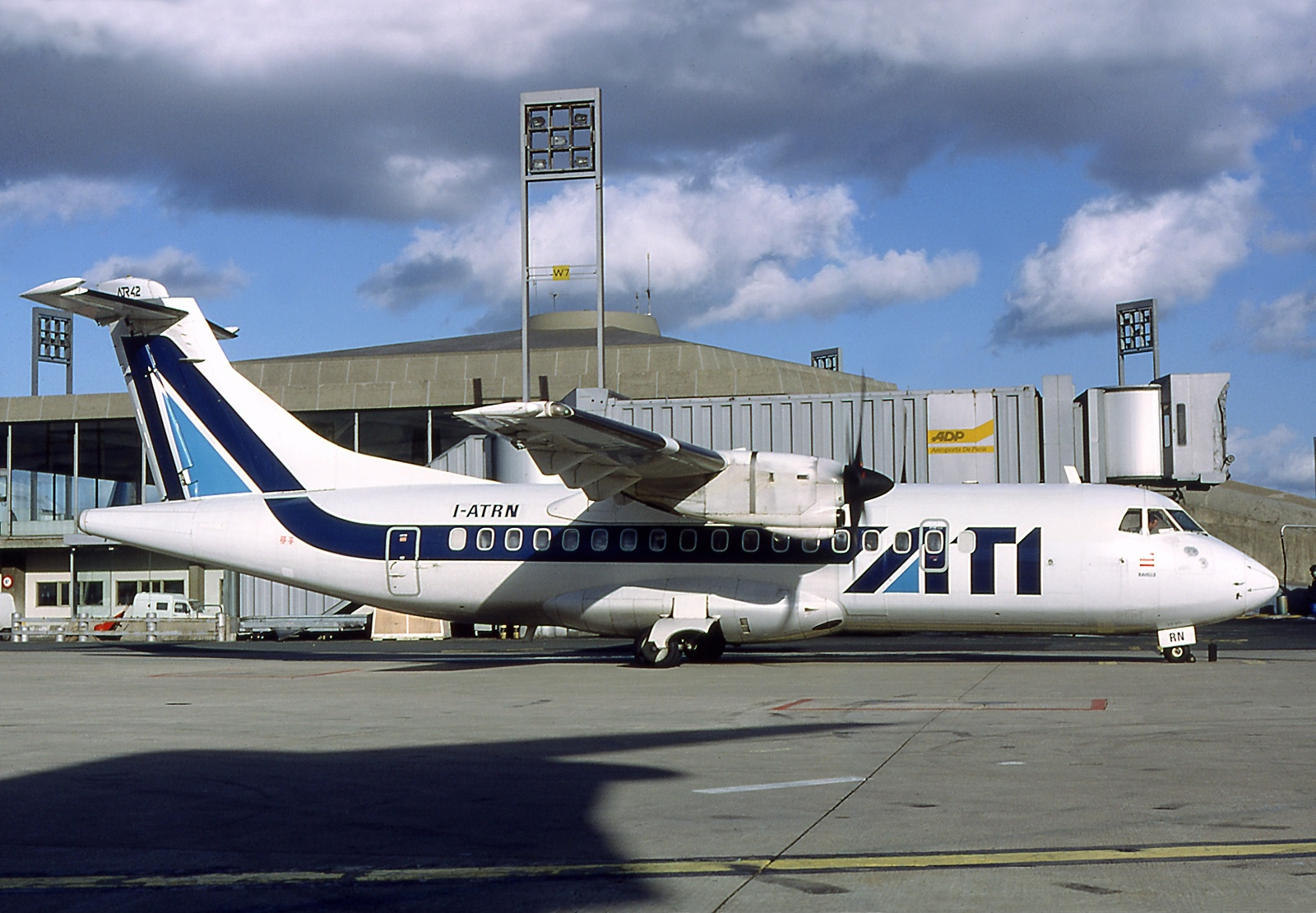
ATR 42-300

## 航空事故

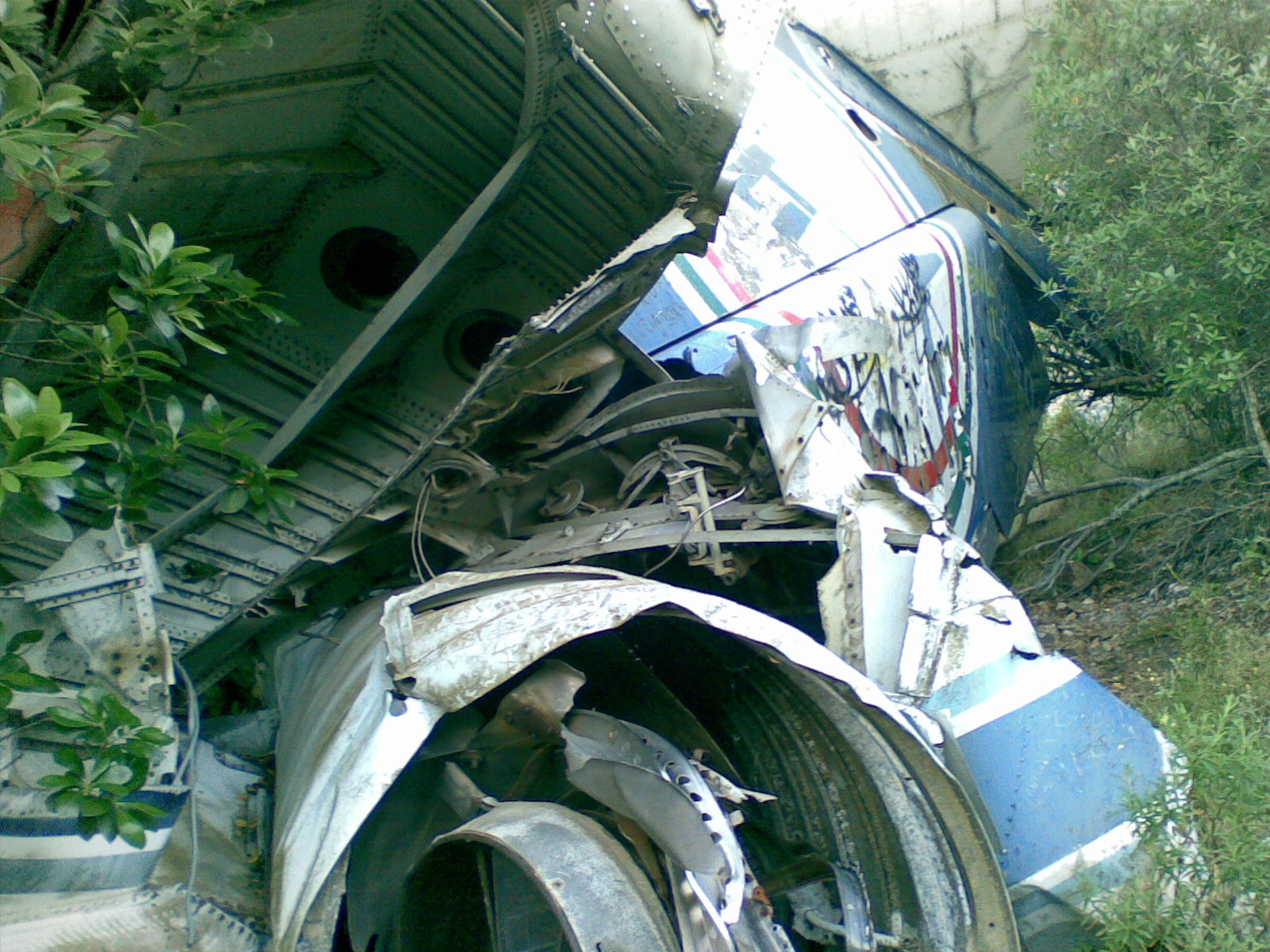
墜落した12便の残骸

- 1972年4月16日、ローマ発フォッジャ行ATI392便（フォッカー F27）が、Ardinello di Amasenoの近くに墜落。乗員乗客18人全員が死亡した[1]。
- 1972年10月30日、ナポリ発バーリ行ATI327便（フォッカー F27）が、バーリから約43マイルの丘に墜落。乗員乗客27人全員が死亡した[2]。
- 1979年9月14日、アルゲーロ発カリャリ行ATI12便（マクドネル・ダグラス DC-9）が、Cagliariから約15マイル北に墜落。乗員乗客31人全員が死亡した[3]。
- 1987年10月15日、ミラノ発ケルン行ATI460便（ATR 42）が、イタリアのコモ湖近くに墜落。乗員乗客37人全員が死亡した。